# Rhamphichthyidae
Rhamphichthyidae är en familj av fiskar. Rhamphichthyidae ingår i ordningen Gymnotiformes, klassen strålfeniga fiskar, fylumet ryggsträngsdjur och riket djur. Enligt Catalogue of Life omfattar familjen Rhamphichthyidae 14 arter. 
Kladogram enligt Catalogue of Life:
| Rhamphichthyidae | \| \| Gymnorhamphichthys \| \| \| \| \| \| Iracema \| \| \| \| \| \| Rhamphichthys \| \| \| \| |
|                  | \| \| Gymnorhamphichthys \| \| \| \| \| \| Iracema \| \| \| \| \| \| Rhamphichthys \| \| \| \| |
|                  | Apteronotidae                                                                                  |
|                  |                                                                                                |
|                  | Gymnotidae                                                                                     |
|                  |                                                                                                |
|                  | Hypopomidae                                                                                    |
|                  |                                                                                                |
|                  | Sternopygidae                                                                                  |
|                  |                                                                                                |
|                  | Gymnorhamphichthys                                                                             |
|                  |                                                                                                |
|                  | Iracema                                                                                        |
|                  |                                                                                                |
|                  | Rhamphichthys                                                                                  |
|                  |                                                                                                |

|  | Gymnorhamphichthys |
|  |                    |
|  | Iracema            |
|  |                    |
|  | Rhamphichthys      |
|  |                    |